# PSR J2222-0137
PSR J2222-0137 est un pulsar binaire constitué d'une étoile à neutrons et d'une naine blanche. Il est situé à approximativement 870 années-lumière de la Terre dans la constellation du Verseau.

## Structure et membres
Le système binaire a une période de révolution de 2,44 jours.

### PSR J2222-0137 A, le pulsar
Le pulsar a une masse de 1,76 ± 0,06 masse solaire. Cette masse étant celle à sa naissance dans la limite des incertitudes indiquées, elle fait de cet objet l'étoile à neutrons la plus massive connue lors de l'annonce de sa découverte début avril 2018.

### PSR J2222-0137 B, la naine blanche
La naine blanche a une masse de 1,293 ± 0,025 masse solaire, ce qui en fait la naine blanche la plus massive connue lors de l'annonce de sa découverte début avril 2018. Sa température est de 3 000 K (2 700 °C) et le carbone présent s’est cristallisé, formant ainsi un énorme diamant de la taille de la Terre.